# ピコメートル
ピコメートル（Picometre、記号 pm）は、国際単位系の長さの単位で、10−12メートル (m)。
- 1 pm = 0.001 nm = 0.000001 µm
- 1 Å = 100 pm

フェムトメートル ≪ ピコメートル ≪ ナノメートル